# Kommunalwahlen im Saarland 1960 (Wiederholungswahl)
Die Kommunalwahlen im Saarland am 4. Dezember 1960 waren Wiederholungswahlen. Sie waren notwendig geworden, nachdem die Kommunalwahlen im Saarland am 15. Mai 1960 durch das Bundesverfassungsgericht für ungültig erklärt worden waren.

## Wahlergebnisse
Die Wahl ergab folgende Ergebnisse:
| Wahl                       | Wahlberechtigte | Abgegebene Stimmen | Wahlbeteiligung | Gültige Stimmen |
| -------------------------- | --------------- | ------------------ | --------------- | --------------- |
| Gemeindewahl Dezember 1960 | 714.334         | 565.739            | 79,2 %          | 533.190         |
| Gemeindewahl Mai 1960      | 703.119         | 525.378            | 74,7 %          | 477.177         |
| Kreiswahl Dezember 1960    | 627.641         | 510.666            | 81,4 %          | 476.717         |
| Kreiswahl Mai 1960         | 618.577         | 470.149            | 77,3 %          | 432.317         |

Die Stimmen verteilten sich wie folgt auf die Parteien:
| Wahl                       | CDU              | SPD              | FDP             | SVP             | DDU            | Wählergruppen  | Sonstige        |
| -------------------------- | ---------------- | ---------------- | --------------- | --------------- | -------------- | -------------- | --------------- |
| Gemeindewahl Dezember 1960 | 180.920 (33,9 %) | 148.524 (27,8 %) | 68.642 (12,9 %) | 42.604 (8,0 %)  | 15.799 (3,0 %) | 49.023 (9,2 %) | 27.660 (5,2 %)  |
| Gemeindewahl Mai 1960      | 173.218 (36,3 %) | 149.549 (31,3 %) | 81.934 (17,2 %) | 41.325 (8,7 %)  | 12.345 (2,6 %) | ./.            | 18.746 (3,9) %) |
| Kreiswahl Dezember 1960    | 177.771 (37,3 %) | 144.220 (30,2 %) | 60.539 (12,9 %) | 50.125 (11,6 %) | 19.079 (4,0 %) | 5950 (1,2 %)   | 14033 (3,0 %)   |
| Kreiswahl Mai 1960         | 165.952 (38,4 %) | 137.188 (31,7 %) | 66.580 (15,4 %) | 45.402 (10,7 %) | 8921 (1,9 %)   | ./.            | 7874 (1,9 %)    |

Es ergab sich folgende Mandatsverteilung:
| Wahl                       | Summe | CDU  | SPD  | DPS/FDP | SVP | DDU | Wählergruppen | Sonstige |
| -------------------------- | ----- | ---- | ---- | ------- | --- | --- | ------------- | -------- |
| Gemeindewahl Dezember 1960 | 4622  | 1696 | 1157 | 495     | 291 | 54  | 382           | 547      |
| Gemeindewahl Mai 1960      | 4621  | 1738 | 1318 | 704     | 360 | 46  | ./.           | 455      |
| Kreiswahl Dezember 1960    | 183   | 74   | 59   | 21      | 22  | 4   | 2             | 1        |
| Kreiswahl Mai 1960         | 183   | 76   | 63   | 26      | 18  | ./, | ./.           | ./.      |

Aufgrund der nun wieder möglichen Kandidatur von Wählergruppen erreichten diese auf Gemeindeebene aus dem Stand 9,2 % der Stimmen. Die anderen Parteien verloren entsprechend, die Verluste verteilten sich aber auf die Parteien, so dass es keinen expliziten Wahlverlierer gab.